# Aphantopus
Aphantopus — рід денних метеликів родини сонцевиків (Nymphalidae). Містить три види.

## Поширення
Два види є ендеміками Китаю, третій вид — очняк квітковий (Aphantopus hyperantus), досить поширений по всій Палеарктиці.

## Види
- Aphantopus arvensis (Oberthür, 1876)
- Aphantopus hyperantus (Linnaeus, 1758)
- Aphantopus maculosa (Leech, 1890)